# Colpotrochia triclistor
Colpotrochia triclistor là một loài tò vò trong họ Ichneumonidae.